# Liste des titres musicaux numéro un en Allemagne en 1973
Cette page liste les titres numéro un dans les meilleures ventes de disques en Allemagne pour l'année 1973 selon Media Control Charts.
Les classements sont issus des 100 meilleures ventes de singles et des 100 meilleures ventes d'albums. Ils se déroulent du vendredi au jeudi, et sont publiés le mardi par l'industrie musicale allemande.

## Classement des singles
| №  | Date         | Artiste               | Titre                                             |
| -- | ------------ | --------------------- | ------------------------------------------------- |
| 1  | 5 janvier    | Wum gesang (de)       | Ich wünsch' mir 'ne kleine Miezekatze             |
| 2  | 12 janvier   | Wum gesang (de)       | Ich wünsch' mir 'ne kleine Miezekatze             |
| 3  | 19 janvier   | Wum gesang (de)       | Ich wünsch' mir 'ne kleine Miezekatze             |
| 4  | 26 janvier   | Wum gesang (de)       | Ich wünsch' mir 'ne kleine Miezekatze             |
| 5  | 2 février    | Wum gesang (de)       | Ich wünsch' mir 'ne kleine Miezekatze             |
| 6  | 9 février    | Wum gesang (de)       | Ich wünsch' mir 'ne kleine Miezekatze             |
| 7  | 16 février   | Wum gesang (de)       | Ich wünsch' mir 'ne kleine Miezekatze             |
| 8  | 23 février   | The Sweet             | Block Buster!                                     |
| 9  | 2 mars       | The Sweet             | Block Buster!                                     |
| 10 | 9 mars       | The Sweet             | Block Buster!                                     |
| 11 | 16 mars      | Les Humphries singers | Mama Loo                                          |
| 12 | 23 mars      | Les Humphries singers | Mama Loo                                          |
| 13 | 30 mars      | The Sweet             | Block Buster!                                     |
| 14 | 6 avril      | Les Humphries singers | Mama Loo                                          |
| 15 | 13 avril     | Bernd Clüver          | Der Junge mit der Mundharmonika                   |
| 16 | 20 avril     | Bernd Clüver          | Der Junge mit der Mundharmonika                   |
| 17 | 27 avril     | Bernd Clüver          | Der Junge mit der Mundharmonika                   |
| 18 | 4 mai        | Bernd Clüver          | Der Junge mit der Mundharmonika                   |
| 19 | 11 mai       | Gilbert O'Sullivan    | Get Down                                          |
| 20 | 18 mai       | Gilbert O'Sullivan    | Get Down                                          |
| 21 | 25 mai       | Gilbert O'Sullivan    | Get Down                                          |
| 22 | 1er juin     | Gilbert O'Sullivan    | Get Down                                          |
| 23 | 8 juin       | Gilbert O'Sullivan    | Get Down                                          |
| 24 | 15 juin      | Gilbert O'Sullivan    | Get Down                                          |
| 25 | 22 juin      | Gilbert O'Sullivan    | Get Down                                          |
| 26 | 29 juin      | Gilbert O'Sullivan    | Get Down                                          |
| 27 | 6 juillet    | Gilbert O'Sullivan    | Get Down                                          |
| 28 | 13 juillet   | Gilbert O'Sullivan    | Get Down                                          |
| 29 | 20 juillet   | The Sweet             | Hell Raiser                                       |
| 30 | 27 juillet   | The Sweet             | Hell Raiser                                       |
| 31 | 3 août       | Demis Roussos         | Goodbye, My Love, Goodbye                         |
| 32 | 10 août      | Suzi Quatro           | Can the Can                                       |
| 33 | 17 août      | Suzi Quatro           | Can the Can                                       |
| 34 | 24 août      | Suzi Quatro           | Can the Can                                       |
| 35 | 31 août      | Suzi Quatro           | Can the Can                                       |
| 36 | 7 septembre  | Suzi Quatro           | Can the Can                                       |
| 37 | 14 septembre | Suzi Quatro           | Can the Can                                       |
| 38 | 21 septembre | Suzi Quatro           | Can the Can                                       |
| 39 | 28 septembre | Suzi Quatro           | Can the Can                                       |
| 40 | 5 octobre    | Bernd Clüver          | Der kleine Prinz (Ein Engel, der Sehnsucht heißt) |
| 41 | 12 octobre   | Bernd Clüver          | Der kleine Prinz (Ein Engel, der Sehnsucht heißt) |
| 42 | 19 octobre   | The Sweet             | The Ballroom Blitz                                |
| 43 | 26 octobre   | Bernd Clüver          | Der kleine Prinz (Ein Engel, der Sehnsucht heißt) |
| 44 | 2 novembre   | Lobo                  | I'd Love You to Want Me                           |
| 45 | 9 novembre   | Bernd Clüver          | Der kleine Prinz (Ein Engel, der Sehnsucht heißt) |
| 46 | 16 novembre  | Lobo                  | I'd Love You to Want Me                           |
| 47 | 23 novembre  | Lobo                  | I'd Love You to Want Me                           |
| 48 | 30 novembre  | Lobo                  | I'd Love You to Want Me                           |
| 49 | 7 décembre   | Lobo                  | I'd Love You to Want Me                           |
| 50 | 14 décembre  | Lobo                  | I'd Love You to Want Me                           |
| 51 | 21 décembre  | Lobo                  | I'd Love You to Want Me                           |
| 52 | 28 décembre  | Lobo                  | I'd Love You to Want Me                           |

## Classement des albums
| №  | Date         | Artiste               | Titre                                   |
| -- | ------------ | --------------------- | --------------------------------------- |
| 1  | 5 janvier    | Reinhard Mey          | Mein achtel Lorbeerblatt                |
| 2  | 12 janvier   | Reinhard Mey          | Mein achtel Lorbeerblatt                |
| 3  | 19 janvier   | Reinhard Mey          | Mein achtel Lorbeerblatt                |
| 4  | 26 janvier   | Reinhard Mey          | Mein achtel Lorbeerblatt                |
| 5  | 2 février    | James Last            | Non Stop Dancing 73                     |
| 6  | 9 février    | James Last            | Non Stop Dancing 73                     |
| 7  | 16 février   | James Last            | Non Stop Dancing 73                     |
| 8  | 23 février   | James Last            | Non Stop Dancing 73                     |
| 9  | 2 mars       | Deep Purple           | Made in Japan                           |
| 10 | 9 mars       | Deep Purple           | Made in Japan                           |
| 11 | 16 mars      | Deep Purple           | Made in Japan                           |
| 12 | 23 mars      | Deep Purple           | Made in Japan                           |
| 13 | 30 mars      | James Last            | Sing mit                                |
| 14 | 6 avril      | James Last            | Sing mit                                |
| 15 | 13 avril     | James Last            | Sing mit                                |
| 16 | 20 avril     | James Last            | Sing mit                                |
| 17 | 27 avril     | James Last            | Sing mit                                |
| 18 | 4 mai        | James Last            | Sing mit                                |
| 19 | 11 mai       | James Last            | Sing mit                                |
| 20 | 18 mai       | James Last            | Sing mit                                |
| 21 | 25 mai       | James Last            | Sing mit                                |
| 22 | 1er juin     | Les Humphries singers | Mama Loo                                |
| 23 | 8 juin       | Les Humphries singers | Mama Loo                                |
| 24 | 15 juin      | Les Humphries singers | Mama Loo                                |
| 25 | 22 juin      | Les Humphries singers | Mama Loo                                |
| 26 | 29 juin      | James Last            | Non Stop Dancing 73/2                   |
| 27 | 6 juillet    | James Last            | Non Stop Dancing 73/2                   |
| 28 | 13 juillet   | James Last            | Non Stop Dancing 73/2                   |
| 29 | 20 juillet   | James Last            | Non Stop Dancing 73/2                   |
| 30 | 27 juillet   | James Last            | Non Stop Dancing 73/2                   |
| 31 | 3 août       | James Last            | Non Stop Dancing 73/2                   |
| 32 | 10 août      | James Last            | Non Stop Dancing 73/2                   |
| 33 | 17 août      | James Last            | Non Stop Dancing 73/2                   |
| 34 | 24 août      | James Last            | Non Stop Dancing 73/2                   |
| 35 | 31 août      | Otto                  | Otto 1                                  |
| 36 | 7 septembre  | Otto                  | Otto 1                                  |
| 37 | 14 septembre | Otto                  | Otto 1                                  |
| 38 | 21 septembre | Otto                  | Otto 1                                  |
| 39 | 28 septembre | Compilation           | Stars und Hits für das Rote Kreuz 73/74 |
| 40 | 5 octobre    | Compilation           | Stars und Hits für das Rote Kreuz 73/74 |
| 41 | 12 octobre   | Compilation           | Stars und Hits für das Rote Kreuz 73/74 |
| 42 | 19 octobre   | Compilation           | Stars und Hits für das Rote Kreuz 73/74 |
| 43 | 26 octobre   | Compilation           | Stars und Hits für das Rote Kreuz 73/74 |
| 44 | 2 novembre   | Compilation           | Stars und Hits für das Rote Kreuz 73/74 |
| 45 | 9 novembre   | Compilation           | Stars und Hits für das Rote Kreuz 73/74 |
| 46 | 16 novembre  | Compilation           | Stars und Hits für das Rote Kreuz 73/74 |
| 47 | 23 novembre  | Compilation           | Stars und Hits für das Rote Kreuz 73/74 |
| 48 | 30 novembre  | Demis Roussos         | Forever and Ever                        |
| 49 | 7 décembre   | Demis Roussos         | Forever and Ever                        |
| 50 | 14 décembre  | Demis Roussos         | Forever and Ever                        |
| 51 | 21 décembre  | Demis Roussos         | Forever and Ever                        |
| 52 | 28 décembre  | Compilation K-Tel     | 20 Power Hits                           |